# 마르첼로 리피
마르첼로 로메오 리피, OMRI 사령관장(이탈리아어: Marcello Romeo Lippi, , 1948년 4월 12일 ~ )는 이탈리아의 은퇴한 축구 선수, 축구 감독이다. 리피는 이탈리아에 4번째 FIFA 월드컵 우승 트로피를 안겨주기도 하였다.
그는 북부의 비아레조에서 태어났으며, 2004년 7월 16일부터 2006년 7월 12일까지 이탈리아 축구 국가대표팀을 이끌었다. 2006년 월드컵 우승 당시에 이탈리아를 지휘했고 2008년부터 다시 이탈리아 대표팀을 이끌다 2010년 FIFA 월드컵 조별 예선에서 탈락할 때까지 이탈리아 대표팀을 이끌었다.

## 감독 경력
리피는 2004년 이탈리아 축구 국가대표팀을 맡기 전에는 이탈리아 세리에 A의 여러 클럽 감독을 맡았다. 후임인 로베르토 도나도니가 UEFA 유로 2008에서 실패하자 다시 대표팀의 지휘봉을 잡았다. 그러나 2006년 FIFA 월드컵의 우승 멤버들을 주축으로 2010년 FIFA 월드컵에서 대표팀을 이끌었다가 1라운드에서 2무 1패라는 참담한 성적으로 16강 진출에 실패한 후 감독직에서 물러났다.

### 유벤투스
1994년, 유벤투스의 감독으로 취임하면서 잔루카 비알리, 파브리즈오 라바넬리, 그리고 당시 기대주였던 젊은 알레산드로 델 피에로를 공격에 배치하여, 높은 위치에서 적극적으로 공격을 전개하는 공격적인 전술을 채용하여, 취임 1년 만에 유벤투스를 9 시즌 만에 스쿠데토를 가져왔다. 이듬해에는 유럽 챔피언스 리그를 제패하는 등 그 후에도 지도자 경력에 모든 타이틀을 획득, 명장으로서의 지위를 확고히 세웠다.

### 인테르나치오날레
1999년 FC 인테르나치오날레 밀라노의 감독으로 취임하였다. 개막 초에는 비에리의 활약으로 선두에 오르는 등 상승세를 탓지만, 호나우두의 부상 등 여러 악제로 인해 점차 분위기를 떨어뜨린다. 자신도 경험한 바 있는 판타지 스타 당시 인테르나치오날레의 상징이었던 로베르토 바조와 맞서 결국 4위로 시즌을 마쳤다. 아이러니하게도 파르마와의 플레이 오프는 바지오의 도피에다가 CL 출전권을 획득했다. 밧지오가 팀을 떠난 다음 시즌은 CL 예선전에서 탈락, 그리고 개막전에서 레지나에 패해 불과 세 경기만 치러고 모라티 회장에 의해 해임되었다. 이 때문에 인테르나치오날레에서의 평가는 좋지 못했다.

### 유벤투스 재임
2001년 다시 유벤투스의 감독으로 취임한다. 지네딘 지단을 보내고, 파벨 네드베트를 불러와 시즌 이듬해 2연패를 달성, UEFA 챔피언스리그도 결승에 진출했지만 PK 전 끝에 AC 밀란에 패했다. 다음 시즌은 CL에서는 데포르티보 라코루냐에 패해 리그는 3위로 끝났고, 이 해에 퇴임했다.

### 이탈리아 대표
유로 2004 이후, 조반니 트라파토니의 뒤를 이탈리아 대표팀 감독으로 취임하였다. “카테나치오”에서 탈피를 기치로 공격적인 전술로 팀을 만들어 추진하고 2006년 독일 월드컵에서 이탈리아 대표팀을 24년 만에 우승 시키며 UEFA 챔피언스 리그와 월드컵을 모두 획득한 최초의 감독이 되었다. 인터콘티넨털컵을 획득했기 때문에 클럽팀과 국가 대표팀 모두에서 세계 제일이 된 것은 그가 처음이다. 대회 종료 후 “내 역할은 끝났다”며 대표팀 감독을 용퇴하였다.
또한 유로 2008 예선 탈락의 책임을 지고 해임된 스티브 맥클라렌의 후임으로 잉글랜드 대표팀 감독 후보로 올랐지만 리피 본인이 영어를 하지 못했기 때문에 거절했다. 결국 잉글랜드 대표팀 감독은 파비오 카펠로에게로 돌아갔다.

### 이탈리아 대표 2기
2008년 6월 26일, 이탈리아 대표가 UEFA 유로 2008 8강전에서 탈락함으로써 퇴임하게 된 로베르토 도나도니감독 후임으로 이탈리아 대표팀 감독에 재취임하게 되었다. 독일 월드컵 이후 약 2년만의 감독 복귀였다. 그러나 2010년 FIFA 월드컵에서는 우승을 목표로 했지만 1승도 못하고 조 최하위로 1차 리그에서 탈락했다.

### 광저우 헝다
2012년 5월, 파라과이 대표 FW의 루카스 바리오스를 보강하는 등 정력적으로 움직인 광저우 헝다는 이장수 감독을 해임하고 마르첼로 리피 감독 취임을 발표했다. 계약은 2년 6개월이었다. 하지만 AFC 챔피언스리그에서 주먹감자를 날린 것이 문제가 되어 광저우 구단에게 해임당하기도 했다.
2012년 11월에 중국 슈퍼리그와 중국 FA컵을 우승하며 더블을 이루었다. 2014년 11월 5일, 리피는 공식 감독직 은퇴 선언을 하였다. 리피의 후임은 과거 수비수 출신이면서 발롱도르를 수상한 파비오 칸나바로로 확정되었다.

### 중국 대표
2016년 10월 22일, 리피는 중국 축구 협회와 감독직 계약을 체결하여 중국 대표팀 감독에 부임하였다.
2019년 아시안컵에서 중국의 8강 진출을 이끌었다.
계약 만료 후 떠났지만 2019년 5월 24일, 파비오 칸나바로 후임으로 다시 재선임 됐다. 11월 14일 시리아전 패배 후 사임했다.

## 수상 경력

#### 유벤투스
- 세리에 A : 1994–95, 1996–97, 1997–98, 2001–02, 2002–03
- 코파 이탈리아 : 1994–95
- 수페르코파 이탈리아나 : 1995, 1997, 2002, 2003
- UEFA 챔피언스리그 : 우승 (1995-96), 준우승 (1996–97, 1997–98, 2002–03)
- UEFA 슈퍼컵 : 1996
- 인터컨티넨탈컵 : 1996

#### 광저우 에버그란데
- 중국 슈퍼 리그 : 2012, 2013, 2014
- 중국 FA컵 : 2012
- 중국 슈퍼컵 : 2012
- AFC 챔피언스리그 : 2013

#### 이탈리아
- FIFA 월드컵 : 2006

### 개인
- UEFA 클럽 올해의 감독 : 1997-98
- 세리에 A 올해의 감독 : 1997, 1998, 2003
- 판키나도르 : 1994-95, 1995-96, 2006
- 옹즈도르 올해의 감독 : 1997
- 월드사커 올해의 감독 : 2006
- 제프 헤어베르거 상 : 1996
- 유럽 올해의 감독 : 1995–96, 1997–98
- 이탈리아 축구 명예의 전당 : 2011
- 중국 축구 올해의 감독 : 2013
- 글로브사커 어워드 공로상 : 2017
- 골든풋 : 2018

#### 선정
- 월드사커 역대 최고의 감독 13위
- ESPN 역대 최고의 감독 15위
- 프랑스풋볼 역대 최고의 감독 16위

#### 서훈
- CONI Golden Palm of Technical Merit: Palma d'oro al Merito Tecnico : 2006
- 이탈리아 공화국 공로훈장 - 사령관장 : 2006[1]

## 감독 통계
- 2019년 3월 18일 기준

| 팀                         | 나라     | 시작             | 끝              | 기록 | 기록 | 기록 | 기록   | 기록  |
| 팀                         | G        | 시작             | 끝              | W    | D    | L    | 승률 % |       |
| -------------------------- | -------- | ---------------- | --------------- | ---- | ---- | ---- | ------ | ----- |
| 폰테데라                   | 이탈리아 | 1985년 7월 1일   | 1986년 6월 30일 | 34   | 10   | 17   | 7      | 29.41 |
| 시에나                     | 이탈리아 | 1986년 7월 1일   | 1987년 6월 30일 | 34   | 5    | 14   | 15     | 14.71 |
| 피스트와에세               | 이탈리아 | 1987년 7월 1일   | 1988년 6월 30일 | 34   | 10   | 15   | 9      | 29.41 |
| 카라레세                   | 이탈리아 | 1988년 7월 1일   | 1989년 6월 30일 | 34   | 10   | 16   | 8      | 29.41 |
| 센세나                     | 이탈리아 | 1989년 7월 1일   | 1991년 6월 30일 | 72   | 13   | 25   | 34     | 18.06 |
| 루카스                     | 이탈리아 | 1991년 7월 1일   | 1992년 6월 30일 | 42   | 9    | 22   | 11     | 21.05 |
| 아탈란타                   | 이탈리아 | 1992년 7월 1일   | 1993년 6월 30일 | 36   | 14   | 9    | 13     | 38.89 |
| 나폴리                     | 이탈리아 | 1993년 7월 1일   | 1994년 6월 30일 | 36   | 12   | 13   | 11     | 33.33 |
| 유벤투스                   | 이탈리아 | 1994년 7월 1일   | 1999년 2월 8일  | 244  | 137  | 65   | 42     | 56.15 |
| FC 인테르나치오날레 밀라노 | 이탈리아 | 1999년 7월 1일   | 2000년 10월 2일 | 50   | 25   | 11   | 14     | 50    |
| 유벤투스                   | 이탈리아 | 2001년 7월 1일   | 2004년 6월 30일 | 161  | 90   | 39   | 32     | 55.9  |
| 이탈리아                   | 이탈리아 | 2004년 7월 1일   | 2006년 7월 12일 | 29   | 17   | 10   | 2      | 58.62 |
| 이탈리아                   | 이탈리아 | 2008년 6월 26일  | 2010년 6월 25일 | 26   | 11   | 10   | 5      | 42.31 |
| 광저우 에버그란데          | 중국     | 2012년 5월 17일  | 2014년 11월 5일 | 126  | 82   | 23   | 21     | 65.08 |
| 중국                       | 중국     | 2016년 10월 22일 | 2019년 2월 2일  | 23   | 7    | 8    | 8      | 30.43 |
| 전체                       | 전체     | 전체             | 전체            | 974  | 452  | 294  | 228    | 46.41 |

## 서훈
- 2006년 이탈리아 공화국 공로 훈장 3등급(Commendatore OMRI)